# 渡辺義愛
渡辺 義愛（わたなべ よしなる、1927年8月2日 -2018年8月3日）は、フランス文学者、上智大学名誉教授。
富山県出身。1959年東京大学文学部仏文科卒、1959年同大学院修士課程修了。1964年上智大学文学部講師、助教授、1972年教授。1998年定年退任、名誉教授。キリスト教的な著作を翻訳した。
2018年8月3日、心不全のため死去。91歳没。

## 翻訳
- ジャン・ラシーヌ『アタリー』「世界古典文学全集 48 ラシーヌ」筑摩書房 1965
- ガブリエル・マルセル『人生における実存的成熟 形而上学における大胆さ』「著作集 別巻」春秋社 1966
- アンドレ・シュラキ『ユダヤ思想』白水社・文庫クセジュ 1966
- ピエール・アドネス『カトリック神学』白水社・文庫クセジュ 1968
- シモーヌ・ヴェーユ『重力と恩寵』「著作集 3」春秋社 1968、新版1998、2009
- ジャン・モンステルレ『聖パウロ 使徒にして神学者』、長戸路信行共訳 中央出版社 1968
- マルセル『戯曲・毒ばり 戯曲・密使』「著作集 7 戯曲・演劇の時間」春秋社 1970
- テイヤール・ド・シャルダン『人間の未来』「著作集 7」みすず書房 1970
- テイヤール・ド・シャルダン『科学とキリスト』「著作集 9」みすず書房 1971
- シモーヌ・ヴェーユ『神への愛についての雑感』「現代キリスト教思想叢書 6」白水社 1973
- アンドレ・ドゥヴォー『サン=テグジュペリ　作家と人間叢書』 ヨルダン社 1973
- ジョルジュ・ベルナノス『ウィーヌ氏　カルメル会修道女の対話』「著作集 3」岩瀬孝共訳 春秋社 1979
- ジャン・ピエロ『デカダンスの想像力』白水社 1987、新装版2004
- ジャン=ピエール・トレル『カトリック神学入門』白水社・文庫クセジュ 1998
- バルベー・ドールヴィイ『ホイスト・ゲームのカードの裏側』国書刊行会 1998
- シャルル・デュ・ボス『文学とは何か』有楽出版社 2003
- マリア・ヴァルトルタ 『「手記」抜粋 世紀末の黙示録』天使館 2005
- マリア・ヴァルトルタ 『地球上の神の国 世紀末の黙示録 手記抜粋1943-1944』天使館 2013

## 論文
- <渡辺義愛